# Липскар, Шолом
Шолом Довбер Липскар (англ. Sholom Dovber Lipskar, 1946 — 3 мая 2025) — американский ортодоксальный раввин и общественный деятель. Он основал синагогу Шул Бэл-Харбор, которой руководил более четырёх десятилетий, и Институт Алеф, а также был известен своим вкладом в еврейскую просветительскую деятельность, деятельность в качестве капеллана и поддержку заключённых. 
Описанный как «один из самых влиятельных ортодоксальных лидеров Флориды» и как «пионер в области современной еврейской просветительской деятельности», Липскар играл ключевую роль в развитии еврейской жизни в Серфсайде и Бэл-Харборе на протяжении более четырёх десятилетий, превратив их в процветающие еврейские общины.

## Юные годы и образование
Липскар родился в 1946 году в Ташкенте, Узбекская Советская Социалистическая Республика, в семье раввина Элияху Акивы и Рохель Байлы (урождённой Духман) Липскар, за 20 дней до того, как его семья покинула страну, спасаясь от сталинских репрессий. Сообщается, что его перевезли через границу в чемодане без официальных документов. Часть своего раннего детства он провёл в лагере беженцев в Германии, а затем в начале 1950-х годов иммигрировал в Торонто, Канада. Его отец стал еврейским педагогом. Он получил образование в оригинальной Любавичской ешиве в Торонто, а в возрасте 15 лет был отправлен в Нью-Йорк для обучения в Центральной Любавичской ешиве. После получения раввинского посвящения в 1968 году он был направлен Любавичским Ребе в Майами-Бич, чтобы начать свою работу по еврейскому просвещению.

## Карьера
В 1969 году, после женитьбы на Хани Минкович и года углублённого обучения, Липскар был назначен Менахемом-Мендлом Шнеерсоном эмиссаром в Майами, где в то время отсутствовала базовая еврейская инфраструктура. Первоначально пара руководила недавно созданной дневной школой Хабада, основанной раввином Авраамом Корфом. Позднее Липскар основал ешиву Гедола и был директором и деканом её начальных, средних и старших школьных отделений.
Липскар начинал с неформальных встреч и молитвенных служб на Коллинз-авеню, а затем основал синагогу «Шул Бэл-Харбор» — известную историческую синагогу, прославившуюся своей инклюзивностью. В 1981 году он основал Институт Алеф — национальную некоммерческую организацию, оказывающую поддержку еврейским заключённым, их семьям и военнослужащим. Позже он отметил, что некоторые члены сообщества изначально ставили под сомнение его работу с Институтом Алеф, не понимая его нацеленности на поддержку лиц, находящихся в системе уголовного правосудия. По его словам, со временем поддержка росла, поскольку отношение общественности к реформе уголовного правосудия менялось. Он посещал тюрьмы и обучал заключённых Торе.
В 1982 году по указанию раввина Шнеерсона Липскар и его жена Хани основали общину Хабад в Бэл-Харборе. Город привлекал богатых и влиятельных людей со всего мира, и Шнеерсон увидел потенциал для процветающей синагоги, которая могла бы послужить моделью для подобных общин. С 1960-х годов он участвовал в расширении школ и ешив Хабада в Южной Флориде. В то время жилищные акты в Бэл-Харборе прямо запрещали продажу домов евреям, а местные учреждения придерживались политики исключения. По словам его племянника, Липскар не осматривал свою недвижимость лично во время поиска дома, а видел её только после того, как она была куплена. Липскар боролся за установку публичной ханукальной меноры и делил своё время между своей общиной и Институтом Алеф.
После прибытия Липскара еврейская община Бэл-Харбора значительно выросла. Со временем синагога Бэл-Харбора стала одной из крупнейших ортодоксальных синагог в округе Майами-Дейд и приняла тысячи верующих, включая значительную часть сефардского и латиноамериканского населения. После обрушения жилого дома в Серфсайде в 2021 году Липскар превратил синагогу в центр поддержки для спасателей и семей пропавших без вести. Здесь также побывали высокопоставленные гости, включая губернатора Флориды Рона Десантиса и президента Аргентины Хавьера Милея.
Липскар был официальным капелланом Министерства обороны США и Образовательной академии для пожилых людей, где он курировал пилотные программы, направленные на переосмысление образовательных приоритетов для пожилых людей. Он также основал в Майами Международную конференцию по Торе и науке.

## Личная жизнь
Липскар был женат на Хани Минкович. У них было двое детей: Залман Липскар, раввин, и Девора Лия Андрусиер. У него было несколько внуков.

## Смерть
Липскар умер 3 мая 2025 года после периода ухудшения здоровья. Его похоронная процессия прошла мимо всемирной штаб-квартиры Хабад-Любавич в Бруклине, а затем он был похоронен на кладбище Монтефиоре в Куинсе.
После смерти Липскара бывший губернатор Флориды Рик Скотт написал в Твиттере: «Для нас было честью называть его другом. Он был путеводной звездой во время трагедии в Серфсайде, и его всегда будут помнить за его добрый дух». В своей хвалебной речи Yeshiva World News описала наследие Липскара как «выдающееся лидерство, безграничное сердце и непоколебимую преданность пути Любавичского Ребе».